# مایا مور
مایا مور (انگلیسی: Maya Moore؛ زادهٔ ۱۱ ژوئن ۱۹۸۹) بازیکن بسکتبال اهل ایالات متحده آمریکا است.
وی در مسابقات کشوری و بین‌المللی در مجموع برندهٔ ۴ مدال طلا شده‌است.